# Hans Brunhart

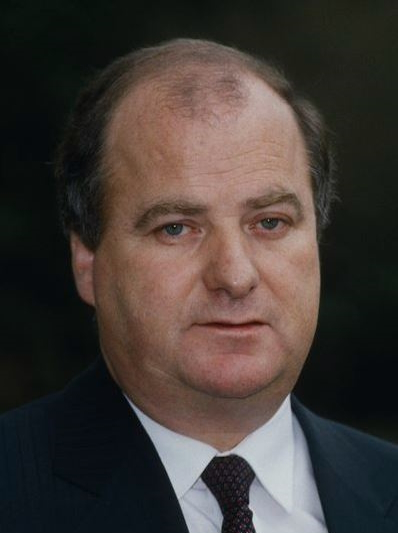
Hans Brunhart (1991)

Hans Brunhart (* 28. März 1945 in Balzers) war vom 26. April 1978 bis zum 26. Mai 1993 während vier Amtsperioden Regierungschef und unter anderem Aussenminister, Bildungsminister sowie Finanzminister Liechtensteins. Er ist verheiratet, hat drei Kinder und ist Mitglied der Vaterländischen Union.

## Leben

### Ausbildung und Einstieg in die Politik
Hans Brunhart besuchte von 1952 bis 1957 die Volksschule in Balzers, von 1957 bis 1958 die Realschule in Vaduz, von 1958 bis 1964 das Gymnasium Untere Waid in Mörschwil im Kanton St. Gallen und von 1964 bis 1966 das Lyzeum Gutenberg in Balzers. Nach der Maturität studierte Brunhart von 1966 bis 1967 Germanistik an der Universität Fribourg sowie von 1967 bis 1972 an der Universität Basel.
1972 wurde Brunhart Leiter der Liechtensteinischen Landesbibliothek und des Landesarchivs. Diese Funktion bekleidete er bis 1974, als er am 27. März von Fürst Franz Josef II. zum stellvertretenden Regierungschef des Fürstentums Liechtenstein ernannt wurde.

### Wahlergebnisse
Das Amt des Regierungschef-Stellvertreters hatte Hans Brunhart vier Jahre inne, bis die VU mit ihm als Spitzenkandidaten bei den Landtagswahlen 1978 mit dem knappen Vorsprung von 18 Parteistimmen im Wahlkreis Oberland die Mehrzahl der Mandate für sich verbuchen konnte. Dies aufgrund der Wahlkreis-Arithmetik und obwohl die FBP landesweit mit 51,2 Prozent der Stimmen die Mehrheit hinter sich vereinigte (VU 48,8 Prozent). Am 26. April 1978 erfolgte Brunharts Ernennung zum Regierungschef.
Unter Brunhart als Spitzenkandidat konnte die VU ihr Ergebnis bei den Wahlen 1982 deutlich verbessern. Sie erlangte landesweit ein Ergebnis von 53,5 Prozent (FBP 46,5 Prozent). 1986 bei Brunharts dritter Kandidatur als Regierungschef im Rahmen der Landtagswahl 1986 gewann die VU 50,2 Prozent der Stimmen (FBP 42,7 Prozent, Freie Liste 7,1 Prozent). 1989 kam es zu vorgezogenen Neuwahlen, da die FBP den Landtag in der Streitfrage der bereits fünf Jahre zurückliegenden «Staatsgerichtshofsaffäre» verlassen und somit eine Beschlussunfähigkeit herbeigeführt hatte. Auch diese Neuwahlen, die vierten unter Hans Brunhart als Spitzenkandidat, konnte die VU mit 47,2 Prozent der Stimmen für sich entscheiden (FBP 42,1 Prozent, Freie Liste 7,5 Prozent und Überparteiliche Liste 3,2 Prozent). Im Februar 1993 trat Hans Brunhart erneut als Regierungschef-Kandidat an. Die VU verlor jedoch ihre Mandatsmehrheit an die FBP, obwohl sie mit 45,4 Prozent stimmenstärkste Partei blieb (FBP 44,2 Prozent, Freie Liste 10,4 Prozent), und Brunhart schied aus der Regierung aus.

### Meilensteine als Regierungschef
Im November 1978 trat Liechtenstein dem Europarat bei, und Hans Brunhart konnte nach langjähriger Vorbereitung die Beitrittsurkunde unterzeichnen.
Am 1. Juli 1984 führte Liechtenstein im dritten Anlauf das Stimm- und Wahlrecht für Frauen auf Landesebene ein. Das Fürstentum war der letzte europäische Staat, der das Frauenstimm- und Wahlrecht einführte. Brunhart selbst war ein erklärter, langjähriger Befürworter des Frauenstimmrechts und 1969 bereits Mitglied des ersten Komitees zu dessen Einführung, das von seiner späteren Gattin Bernadette Biedermann präsidiert wurde.
Die lange andauernde Diskussion um einen UNO-Beitritt Liechtensteins nahm 1988 konkrete Formen an. Die Regierung Brunhart wurde vom Landtag beauftragt, die erforderlichen Gespräche mit den Vereinten Nationen aufzunehmen. Diese führten zu einem positiven Ergebnis. Der Antrag der Regierung zum Beitritt wurde vom Landtag einstimmig angenommen und am 18. September 1990 wurde Liechtenstein das 160. Mitglied der UNO.
Der Beitritt Liechtensteins zur Europäische Freihandelsassoziation (EFTA) erfolgte 1991 in der vierten Regierungszeit Hans Brunharts und bildete eine elementare Voraussetzung im Hinblick auf die Positionierung Liechtensteins im Europäischen Wirtschaftsraum (EWR).
In Brunharts Amtszeit fallen die EWR-Beitrittsverhandlungen, deren Ergebnis in der Volksabstimmung vom 12. Dezember 1992 mit 55,8 Prozent Ja-Stimmen eine deutliche Mehrheit erhielt. Brunhart war ein grosser Befürworter des EWR-Beitritts.

### Nach der Politik
Von 1996 bis 2012 war Hans Brunhart Vorsitzender des Verwaltungsrates der Verwaltungs- und Privat-Bank AG, Vaduz. In der Industrie hatte er Verwaltungsratsmandate inne beim Lebensmittelproduzenten Hilcona mit Sitz in Schaan sowie bei der SFS Group, einem in der Befestigungstechnik tätigen Unternehmen mit Hauptsitz in Heerbrugg (Kanton St. Gallen). Brunhart war ausserdem federführend bei der Gründung der Vereinigung liechtensteinischer Gemeinnütziger Stiftungen (VLGS, später VLGST für Vereinigung liechtensteinischer Gemeinnütziger Stiftungen und Trusts) beteiligt, deren Gründungpräsident er im Jahr 2010 wurde und deren Geschicke er zehn Jahre lang führte.
Hans Brunhart war ausserdem langjähriger Präsident gemeinnütziger Stiftungen (u. a. Bildungshaus Gutenberg, Balzers, und Zotow-Stiftung, Vaduz) sowie Initiant der Jahresschrift «Balzner Neujahrsblätter».

## Ehrungen (Auswahl)
- 1974: Grosses Silbernes Ehrenzeichen am Bande für Verdienste um die Republik Österreich
- 1983: Grosses Goldenes Ehrenzeichen am Bande für Verdienste um die Republik Österreich
- 1983: Grosskreuz des Ordens von Pius IX.
- 1987: Ehrensenator der Universität Innsbruck
- 1993: Ernennung zum Fürstlichen Rat
- 1994: Galet des Europarates
- 1996: Ernennung zum Ehrenmitglied der Vaterländischen Union
- 2017: Ehrensenator der Universität Liechtenstein